# Shunsuke Mito
Shunsuke Mito (jap. 三戸 舜介; ur. 28 września 2002 w Ube w prefekturze Yamaguchi) – japoński piłkarz grający na pozycji pomocnika w holenderskim klubie Sparta Rotterdam. Młodzieżowy reprezentant Japonii. Uczestnik Letnich Igrzysk Olimpijskich 2024 w Paryżu.

## Sukcesy

### Albirex Niigata
- Mistrzostwo J2 League: 2022(inne języki)

### Japonia U-16
- Mistrzostwo Azji U-16: 2018(inne języki)

### Wyróżnienia
- Najlepszy Młody Zawodnik J.League(inne języki): 2023(inne języki)[3]